# Horizontina
Horizontina, amtlich portugiesisch Município de Horizontina, ist eine Gemeinde im Süden Brasiliens im Staat Rio Grande do Sul. Die Bevölkerung wurde zum 1. Juli 2021 auf 19.446 Einwohner geschätzt, die Horizontinenser genannt werden und auf einer Gemeindefläche von rund 229,7 km² leben.
Die Entfernung zur Landeshauptstadt Porto Alegre beträgt 496 km.

## Geographie
Die Gemeinde liegt in einem Gebiet, das als Região das Missões (Region der Missionen) bekannt ist. Sie liegt auf einer Höhe von 343 Metern.
Umliegende Gemeinden sind Doutor Maurício Cardoso, Crissiumal, Três de Maio und Tucunduva.

## Kommunalpolitik
Bei der Kommunalwahl 2020 wurde Jones Jehn da Cunha des Partido Democrático Trabalhista (PDT) für die Amtszeit von 2021 bis 2024 zum Stadtpräfekten (Bürgermeister) gewählt.

## Töchter und Söhne der Stadt
- Gisele Bündchen (* 1980), Model

## Minderheitensprache
- Riograndenser Hunsrückisch